# La spada magica
La spada magica (The Magic Sword) è un film fantasy del 1962 diretto da Bert I. Gordon.

## Trama
In una vecchia Inghilterra, l'anziana strega Sibilla conduce vita tranquilla con suo figlio Giorgio, che si è innamorato della principessa Elena ammirandone la bellezza nello specchio magico della madre. Un giorno, la principessa viene rapita dal potente stregone Lodak, che desidera darla in pasto al suo drago. Avendo assistito alla vicenda, Giorgio desidera partire per salvarla, ma Sibilla non approva, raccontandogli che suo padre e suo fratello, anch'essi potenti stregoni, tentarono l'impresa e fallirono venendo divorati dalla bestia. Giorgio di questo rimane triste, e così la madre per consolarlo gli dona un cavallo, uno scudo e una spada, tutti oggetti magici. Dopo questo, Giorgio rinchiude Sibilla in una botola con la sua spada e la utilizza poi per liberare dalla prigionia i sei cavalieri più valorosi del mondo, e con loro si dirige al castello del re. Frattanto anche il cavaliere più valente del castello: Sir Branton, si è offerto di partire solo al salvataggio della principessa, essendone anch'esso innamorato, ma quando giungono Giorgio e i suoi soldati, è costretto ad accettare, seppur malvolentieri, il loro aiuto. Durante la via per il castello, conscio dell'arrivo dei cavalieri, Lodak ha sparpagliato sette potenti prove. La prima si scopre essere un orco gigante, che riesce ad uccidere i cavalieri di Spagna e di Germania, per poi venire ucciso da Giorgio, sotto gli occhi incantati di Elena, che inizia anch'essa ad interessarsi a lui. La seconda prova consiste nell'attraversare una palude insidiosa, nelle quali acque vive una creatura mostruosa, che divora il cavaliere d'Italia, permettendo così agli altri di fuggire. La mattina seguente i superstiti iniziano a nutrire dei dubbi sulla fedeltà di Branton, che infatti si scopre essere in affari con Lodak, e di possedere anche il suo anello magico, che lo rende immune a ogni incantesimo. Durante un colloquio tra i due, Lodak si accorge che il cavaliere di Francia li sta seguendo, e con la terza prova tenta di eliminarlo: una malvagia megera assume le sembianze di un'affascinante fanciulla francese, attirando l'attenzione del cavaliere, ma prima che possa ucciderlo, sopraggiunge Giorgio che la mette in fuga grazie al suo scudo magico. Avendo assistito, Lodak si accorge dei poteri del cavaliere, conferitigli dalla madre Sibilla, sua vecchia nemica, e per impedirle di interferire nuovamente danneggia il suo specchio magico, mezzo attraverso il quale lei vegliava sul figlio. La quarta prova conduce alla morte i cavalieri di Francia e Scozia, facendoli sciogliere da una potente fonte di calore. Dopo ciò, Giorgio e il suo ultimo soldato, seguono Branton, consci del suo doppio gioco, ma lui li intrappola nella quinta prova: una caverna sotterranea infestata dagli spettri. Frattanto Sibilla sbaglia una formula magica, privando il figlio dei suoi poteri. Così il cavaliere d'Irlanda si sacrifica per far fuggire Giorgio. Giunto al castello, raggiunge Elena e la libera, ma durante la fuga vengono catturati da Lodak e Branton, che prima di allontanarsi con Elena, rende l'anello allo stregone, che lo uccide, cattura Giorgio e dopo avergli concesso un ultimo saluto con la principessa, la fa preparare per darla in pasto al suo drago. Ma Giorgio, dopo essere stato liberato dai folletti, riprende la sua spada e il suo scudo e si scaglia contro il drago. Durante lo scontro sopraggiunge Sibilla, che si ricorda la formula magica, e pronunciandola dà la possibilità al figlio di uccidere la bestia. Assistendo a questo, Lodak si infuria, ma prima che possa agire, Sibilla interviene sottraendogli l'anello e uccidendolo dopo aver assunto le sembianze di una pantera. 
Alla fine Giorgio ed Elena si sposano, sotto lo sguardo fiero della madre strega e quello ammirato dei sei soldati riportati alla vita.